# Peter Nissen
Petrus Johannes Andreas (Peter) Nissen (Swalmen, 7 oktober 1957) is een Nederlands theoloog, kerkhistoricus, emeritus hoogleraar, voormalig remonstrants predikant en oblaat van de Sint-Willibrordsabdij te Doetinchem.

## Loopbaan
Hij studeerde aan het grootseminarie van Rolduc en aan de Katholieke Universiteit Nijmegen. Hij promoveerde cum laude aan de Katholieke Theologische Faculteit Amsterdam en werd in 1994 benoemd tot hoogleraar Cultuur in Brabant aan de Katholieke Universiteit Brabant. In 1998 volgde zijn benoeming tot hoogleraar Kerkgeschiedenis in Nijmegen. Vanaf 2006 was hij daarnaast ook hoogleraar in de Cultuur van het Christendom.
Nissen is lid van verschillende redacties en vervult adviesfuncties op het gebied van religie en cultuur. Hij werd eind 2007 benoemd tot hoogleraar Cultuurgeschiedenis van het Christendom aan de Universiteit van Tilburg. In september 2009 keerde hij terug naar de Radboud Universiteit Nijmegen, waar hij tot hoogleraar Cultuurgeschiedenis van de religiositeit werd benoemd.
Nissen is regelmatig te zien op televisie als commentator op zaken die met de Katholieke Kerk te maken hebben. Hij neemt vaak een kritisch standpunt in ten aanzien van de Nederlandse Bisschoppenconferentie en was ronduit kritisch over de benoeming van Wim Eijk tot aartsbisschop van Utrecht.
In mei 2010 maakte Nissen bekend de Rooms-Katholieke Kerk te hebben verlaten en als 'vriend' te zijn toegetreden tot de Remonstrantse Broederschap. Hij werd formeel lid van de Remonstranten in 2013, maar maakte zijn doopsel niet ongedaan. In januari 2014 werd hij na het succesvol afleggen van het kerkelijk examen bevestigd als proponent (beroepbaar als predikant) bij de remonstranten. In september 2015 werd hij bevestigd als (parttime) predikant van de remonstranten in Oosterbeek.
In december 2021 maakte Nissen bekend terug te keren naar de Katholieke Kerk. Nissen heeft zijn predikantschap in de zomer van 2022 neergelegd, waarna hij met emeritaat is gegaan. In april 2025 wordt de historicus getroffen door een herseninfarct, waardoor hij geen televisiecommentaar kan verzorgen bij de verkiezing van Paus Leo XIV.